# Murina harrisoni
Murina harrisoni är en fladdermus i familjen läderlappar som förekommer i Sydostasien. Fynd från Vietnam listades tidvis som självständig art (Murina tiensa) men senare undersökningar visade att alla exemplar tillhör Murina harrisoni trots vissa genetiska avvikelser. Artepitet i det vetenskapliga namnet hedrar David Lakin Harrison som är ordförande för ett zoologiskt institut i sydöstra Asien.

## Utseende
Djuret är med 35,9 mm långa underarmar (mått från holotypen) en medelstor art inom släktet Murina. Kännetecknande är en lång skalle och flygmembranens konstruktion. Hos Murina harrisoni är vingen fäst på foten mellan fotens bas och stortåns bas (se bild). Arten har rödbrun päls på ovansidan och vit päls på strupen och buken. Den sista svanskotan ligger utanför svansflyghuden. Dessutom är svansflyghuden på ovansidan täckt med hår. Ett exemplar som undersöktes 2007 var något större.

## Utbredning
Arten hittades på flera från varandra skilda platser på Sydostasiens fastland i Myanmar, sydöstra Kina (provinserna Guangxi och Hainan), Laos, Thailand, Kambodja och Vietnam. Fladdermusen lever i ursprungliga regnskogar, i andra städsegröna skogar, i galleriskogar, i skogar med dipterokarpväxter samt i bergsskogar.

## Status
För Murina harrisoni är inga allvarliga hot kända. Den förekommer i olika naturskyddsområden. IUCN listar arten som livskraftig (LC).